# Martin Kukula
Martin Kukula (* 5. Dezember 1957 in Wiesbaden; † 1. November 2013 in Berlin) war ein deutscher Kameramann.

## Leben
Nach dem Studium an der Berliner Hochschule der Künste begann Kukula Anfang der 1980er Jahre seine Arbeit beim Film. In Wilde Clique von Hannelore Conradsen und Dieter Köster übernahm er die Rolle des Bruno Pellworm. Später arbeitete Kukula als Kameraassistent in Filmen von Hajo Gies (Zahn um Zahn) oder Claude Chabrol (Dr. M).
Über ein Luftbrücken-Stipendium konnte er seine Ausbildung von 1988 bis 1989 am American Film Institute fortsetzen.
Kukula arbeitete wiederholt mit Regisseur Wolfgang Becker zusammen. So führte er die Kamera bei den Filmen Schmetterlinge (1988), Tatort: Blutwurstwalzer (1991), Kinderspiele (1992), Das Leben ist eine Baustelle (1997) und Good Bye, Lenin! (2002).
Für die Fernsehserie Tatort arbeitete Kukula als Kameramann in den Folgen Blutwurstwalzer (1991), Blutdiamanten (2006), Mann über Bord (2006), Rabenherz (2009) und Borowski und der vierte Mann (2010). Ebenso filmte Kukula Folgen der Fernsehserien Das Duo (2006) und Polizeiruf 110 (2007). Mit dem Regisseur Urs Egger gestaltete Kukula 15 Fernsehfilme, u. a. An die Grenze und München Mord sowie die Henning-Mankell-Adaptionen Die Rückkehr des Tanzlehrers und Kennedys Hirn.
Kukula lehrte als Gastdozent an der Internationalen Filmschule Köln.
Am Vormittag des 1. November 2013 starb er in seiner Wohnung in Berlin an den Folgen einer schweren Krankheit.

## Filmografie (Auswahl)
- 1988: Schmetterlinge
- 1988: Killing Blue
- 1991: Tatort: Blutwurstwalzer (Fernsehreihe)
- 1992: Copyright by Inge Morath
- 1992: Kinderspiele
- 1993: Achtundzwanzichtausend Wünsche (Fernsehfilm)
- 1994: Der Blaue
- 1994: Lauras Entscheidung (Fernsehfilm)
- 1995: Visum in den Tod – Die Russenhuren (Fernsehfilm)
- 1996: Gefährliche Freundin (Fernsehfilm)
- 1997: Das Leben ist eine Baustelle
- 1998: Das Trio
- 1998: Und alles wegen Mama (Fernsehfilm)
- 1998: Die Unschuld der Krähen (Fernsehfilm)
- 2000: Halt mich fest! (Fernsehfilm)
- 2000: Ein todsicheres Geschäft (Undertaker's Paradise)
- 2000: Stundenhotel
- 2001: Der Handstand
- 2001: Gnadenlose Bräute (Fernsehfilm)
- 2002: Der Mann von nebenan (Fernsehfilm)
- 2002: Mutter auf der Palme (Fernsehfilm)
- 2002: Pommery und Putenbrust (Fernsehfilm)
- 2003: Berlin – Eine Stadt sucht den Mörder (Fernsehfilm)
- 2003: Good Bye, Lenin!
- 2004: Die Rückkehr des Tanzlehrers (The Return of the Dancing Master, Fernsehfilm)
- 2005: Der Mörder meines Vaters (Fernsehfilm)
- 2006: Heute fängt mein Leben an (Fernsehfilm)
- 2006: Tatort: Blutdiamanten (Fernsehreihe)
- 2006: Tatort: Mann über Bord (Fernsehreihe)
- 2006: Das Duo: Auszeit
- 2006: Das Duo: Unter Strom
- 2007: An die Grenze (Fernsehfilm)
- 2007: Erlkönig (Fernsehfilm)
- 2008: Guter Junge (Fernsehfilm)
- 2008: Das jüngste Gericht (Fernsehfilm)
- 2009: Ein Mann, ein Fjord! (Fernsehfilm)
- 2009: Böses Erwachen (Fernsehfilm)
- 2009: Tatort: Rabenherz (Fernsehreihe)
- 2010: Kennedys Hirn (Fernsehfilm)
- 2010: Fasten à la Carte (Fernsehfilm)
- 2010: Bella vita (Fernsehfilm)
- 2010: Wolfsfährte (Fernsehfilm)
- 2010: Tatort: Borowski und der vierte Mann (Fernsehreihe)
- 2011: Restrisiko (Fernsehfilm)
- 2012: Familie Windscheidt – Der ganz normale Wahnsinn (Fernsehfilm)
- 2013: Charlotte Link – Das andere Kind (Fernsehfilm)
- 2013: Krokodil (Fernsehfilm)
- 2014: München Mord: Wir sind die Neuen (Fernsehfilm)